# Paratrichodorus psidii
Paratrichodorus psidii is een rondwormensoort uit de familie van de Trichodoridae. De wetenschappelijke naam van de soort is voor het eerst geldig gepubliceerd in 1994 door Nasira & Maqbool.